# ناوشکن کلاس آکیزوکی (۱۹۵۹)
ناوشکن کلاس آکیزوکی (۱۹۵۹) (به انگلیسی: Akizuki-class destroyer (1959)) یک کلاس از کشتی است.